# 祭りの準備
『祭りの準備』（まつりのじゅんび）は、1975年製作・公開の日本映画。
黒木和雄監督、江藤潤主演。綜映社＝映画同人社＝ATG製作、ATG配給。カラー、ビスタサイズ。
昭和30年代の高知県中村市（現：四万十市）を舞台にした脚本家中島丈博の半自伝的作品。シナリオライターになる夢を胸に秘めつつ町の信用金庫に勤める青年が、地縁・血縁のしがらみの中でもがき苦しみながら旅立ちの日を迎えるまでを描く。映画の中で引用される新藤兼人監督の「誰でも一本は傑作を書ける。自分の周囲の世界を書くことだ」という言葉通りの映画を作るまでの自伝的映画である。1989年「大アンケートによる日本映画ベスト150」（文藝春秋発表）では第113位にランキングされている。

## あらすじ
主人公沖楯男は、故郷の信用金庫に勤めながら上京してシナリオライターになるのを夢見て毎晩遅くまで筆を握っている。楯男は村の赤裸々な男女関係に悶々としながら日々を過ごしている。母ときよは夫の女道楽に嫌気が指し、楯男と祖父茂義の三人で暮らしている。母の過剰な偏愛に楯男は息苦しさを感じている。そんなとき幼馴染で大阪のキャバレーで働いていたタマミがヒロポン中毒になって村へ帰ってきた。好色な村の青年たちは毎晩浜にいるタマミと関係を持っている。楯男も浜に出たが、祖父の茂義に寝取られてしまう。そして茂義はタマミと暮らし始める。だが妊娠したタマミは出産すると正気に戻っていた。正気に戻ったタマミは、茂義を毛嫌いし、絶望のあまり茂義は首吊り自殺をしてしまう。一方、楯男には涼子という憧れの存在がいた。うたごえ運動に熱心だったが、東京からオルグにきた左翼の男の「文化の匂い」にとろけて関係を持ってしまう。積極的になった涼子と結ばれた楯男だが、二人が寝ていた勤め先の宿直室で火事を起こしてしまい、涼子との縁を切り東京へ向かう決心をするのだった（母ときよから猛反対されていた）。そんな時中村で強盗殺人事件が起こり、その犯人は楯男の悪友・中島利広だった。母にも言わず村を飛び出し東京へ向かう朝、駅で偶然利広と出会った楯男に、利広は励ましの言葉をかけ、電車が発車してもバンザイを繰り返し見送るのだった。

## スタッフ
- 監督 - 黒木和雄
- 製作 - 大塚和、三浦波夫
- 企画 - 多賀祥介
- 原作 - 中島丈博
- 脚本 - 中島丈博
- 撮影 - 鈴木達夫
- 録音 - 久保田幸雄
- 照明 - 伴野功
- 美術 - 木村威夫、丸山裕司
- 音楽 - 松村禎三
- 編集 - 浅井弘
- 監督補 - 後藤幸一
- 助監督 - 石山昭信
- 製作担当 - 中村賢一
- 現地協力 - 高知県、中村市

## キャスト
- 沖楯男 - 江藤潤（新人）
- 沖ときよ - 馬渕晴子
- 沖清馬 - ハナ肇
- 沖茂義 - 浜村純
- 上岡涼子 - 竹下景子
- 中島利広 - 原田芳雄
- 中島貞一 - 石山雄大
- 中島美代子 - 杉本美樹
- 中島タマミ - 桂木梨江（新人）
- 中島やす - 三戸部スエ
- 徳原市枝 - 絵沢萠子
- 服部サカエ - 原知佐子
- 服部菊男 - 湯沢勉
- 島村ノシ子 - 真山知子
- 良介 - 阿藤海
- 駐在 - 森本レオ（特別出演）
- オルグの男 - 斉藤真
- 娼婦ミユキ - 芹明香
- 信用金庫所長 - 犬塚弘
- その他 - 瀬畑佳代子、夏海千佳子、石津康彦、下馬二五七、福谷強、中原鐘子、柿谷吉美（ミス中村）

## 製作

### 脚本
原作・脚本の中島丈博は「10歳のときに京都から高知県の中村市に疎開したんです。京都とは違い、人間の生の部分が露呈してるって感じで圧倒されましたね。親子喧嘩なんか、平気で人前でやってる。夜中に刃物を振り回す親父がいたりね。山で遊んでいるとき磯を見下ろしたら誰かが昼間からセ〇クスしてるんです。みんなで石を投げたけどね(笑) 。とにかく人間の生臭さが至る所に露呈してましたよ。物書きの頭じゃ考えられないようなことも起きてたな。『祭りの準備』で、ヒロポンの打ち過ぎで頭がおかしくなって帰って来る女性が登場するんですがね。これにはモデルがいるんです。『見せろ』って言ったら、股を開いて見せたりしてね。悪い奴はそこに砂をかけてたけど。で、いつか老人の子供を身ごもっちゃうんです。そこまでの話だったら、誰だって考えつくでしょ。ところが彼女の場合出産のときの血と一緒に毒が出ちゃったのか、子供を産んだとたん正気に返っちゃった。老人のことは覚えていない。こういうことってちょっと想像できないでしょ。『祭りの準備』は実際にあったからこそ描けた話なんですよね」などと述べている。

## 作品の評価
- 松尾スズキは「悩む江藤潤。これこそATGだ。果てしなくだらしない原田芳雄もいい。陰鬱な海沿いの町の風俗、どれをとってもATGっぽい。ATGっぽいのにも程がある、にも関わらず色んなアイデアが隙間なく詰まってて飽きさせない」などと評価している[2]。

## 関連作
中島は、本作以降も戦時中に小学生のタテオが京都から高知県中村市に疎開し、地元組と疎開組の少年たちの抗争と、性の目覚めを描いた小説「野蛮な詩」（2000年）、中島の製作・脚本・監督で中学時代を描いた映画「郷愁」（1988年、設定は「祭りの準備」と一部異なる）、「祭りの準備」の続編とも言える、東京で昼はシナリオ講座に通い、夜は渋谷のキャバレーのボーイとして働く高知出身の青年を描いた「独身送別会」（1988年、NHK銀河テレビ小説）、中島の母と伯母がモデルに四万十川上流を舞台とした「宵待草」（1983年、NHK銀河テレビ小説）と関連作品を多く制作。
2010年には自伝「シナリオ無頼」も出版している。中島は自伝的作品以外にも、双子の絵本作家、田島征彦と田島征三の高知での少年時代を描き、第46回ベルリン国際映画祭で銀熊賞を受賞した「絵の中のぼくの村」（1996年、東陽一監督）がある。